# Vachardella
Vachardella es un género de foraminífero bentónico de la familia Endotebidae, de la superfamilia Endoteboidea, del suborden Endothyrina, del orden Endothyrida, de la subclase Fusulinana y de la clase Fusulinata. Su especie tipo es Vachardella longiuscula. Su rango cronoestratigráfico abarca el Capitaniense (Pérmico medio).

## Discusión
Clasificaciones previas habrían incluido Vachardella en la superfamilia Endothyroidea, del suborden Fusulinina y del orden Fusulinida.

## Clasificación
Vachardella incluye a la siguiente especie:
- Vachardella longiuscula †